# Folio Cadet
Folio Cadet est une collection de littérature d'enfance et de jeunesse des éditions Gallimard.

## Historique
La collection est créée en 1983. Son objectif est de publier au format de poche des livres destinés à un lectorat âgé  à l'origine de 7 à 10 ans.  Elle propose des textes relativement denses abondamment illustrés soit par l'auteur lui-même (c'est notamment le cas de Pef et de Jean-Olivier Héron) soit par des illustrateurs. Le nom de la collection renvoie à la collection de poche pour la jeunesse de la maison d'édition, la collection Folio Junior. Depuis 2010, la collection accueille les titres autrefois publiés dans la collection Folio Benjamin pour les lecteurs à partir de 6 ans  sous le label  Folio Cadet Premières Lectures, parmi lesquels les titres phares comme le  Prince de Motordu, Le Monstre poilu, et les déclinaisons de Le Petit Prince ou de Le Petit Nicolas.
Folio Cadet fait partie du département Gallimard Jeunesse.

## Principaux auteurs
- Hans Christian Andersen
- Jean-Philippe Arrou-Vignod
- Marcel Aymé
- Henriette Bichonnier
- Eoin Colfer
- Fabrice Colin
- Richmal Crompton
- Roald Dahl
- Paula Danziger
- Dominique Demers
- Jean Giono
- René Goscinny
- Fanny Joly
- Dick King-Smith
- Jean-Marie Gustave Le Clézio
- Ursula Le Guin
- Alexander McCall Smith
- Kate McMullan
- Michael Morpurgo
- Jill Murphy
- Pef
- Tony Ross
- Arthur Ténor
- Janine Teisson
- Michel Tournier
- Jacqueline Wilson
- Antoine de Saint-Exupéry

## Principaux illustrateurs
- Bill Basso
- Quentin Blake
- Étienne Delessert
- Henri Galeron
- Claude Lapointe
- Georges Lemoine
- Pef
- François Place
- Tony Ross
- Jean-Jacques Sempé